# Droga wojewódzka 284
Die Droga wojewódzka 284 (DW 284) ist eine einen Kilometer lange Droga wojewódzka (Woiwodschaftsstraße) in der polnischen Woiwodschaft Kujawien-Pommern, die den Bahnhof in Złotniki Kujawskie mit der Droga krajowa 25 verbindet. Die Strecke liegt im Powiat Inowrocławski.

## Streckenverlauf
Woiwodschaft Kujawien-Pommern, Powiat Inowrocławski
-  Złotniki Kujawskie (Güldenhof) (DK 25, DW 246, DW 398)